# Una Voce
 (mars 2020).
La Foederatio Internationalis Una Voce, ou plus simplement Una Voce, est une fédération internationale d'organisations laïques catholiques traditionalistes attachées au rite tridentin.

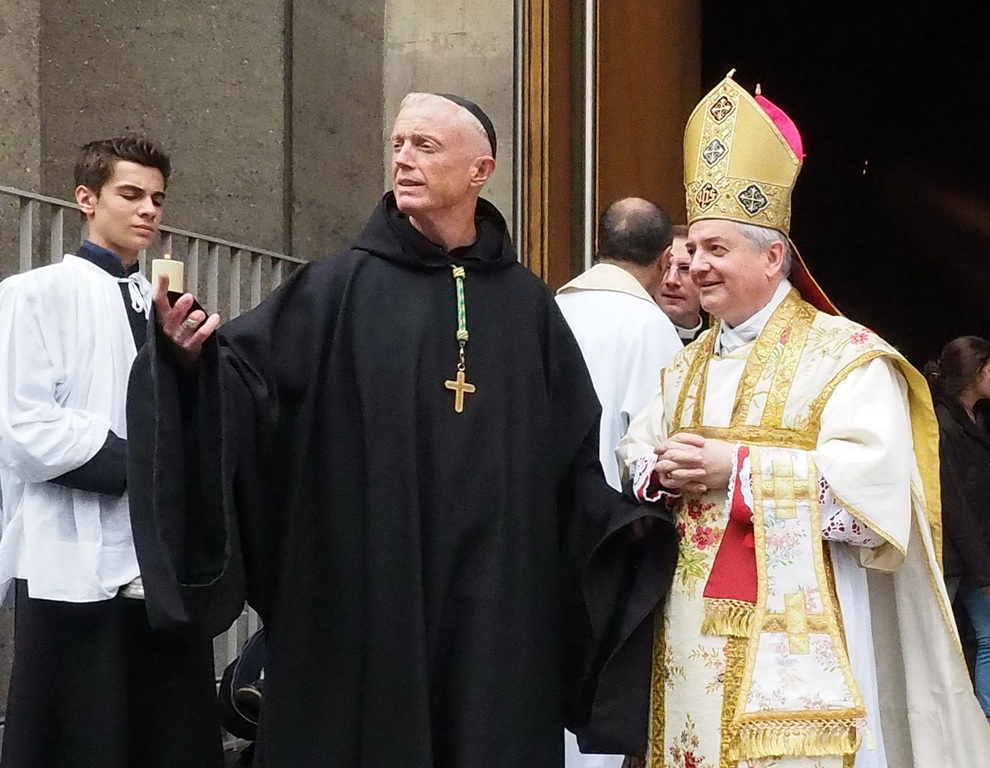
Louis-Marie de Geyer d'Orth et Marc Aillet lors du cinquantenaire d’Una Voce.

## Una VoceFrance
En 1964, soit un an après le décret de la constitution Sacrosanctum Concilium sur la liturgie du concile Vatican II, est fondée l'association Una Voce. Le nom de l'association provient d'une phrase de la préface de la Sainte-Trinité du rite romain : « Quam laudant Angeli atque Archangeli, Cherubim quoque ac Seraphim: qui non cessant clamare cotidie, una voce dicentes : Sanctus... ».
L'article 1 des statuts de l'association précise que son objectif est « la sauvegarde et le développement la liturgie latine, du chant grégorien et de l’art sacré dans le sein de l’Église catholique romaine ».
Una Voce France, accompagné par d'autres associations dans d'autres pays, a suscité la fondation d'une Fœderatio Internationalis Una Voce (FIUV) le 8 janvier 1967.

## La FédérationUna Voce
Constatant que la pratique du chant grégorien était devenue très difficile dans les paroisses, alors même que l'instruction du concile Vatican II en maintient l'usage (Sacrosanctum Concilium art. 36 et 116), la Fédération affiche sa volonté de « s'assurer que le Missale Romanum (édition 1962) du pape Jean XXIII soit maintenu dans l’Église comme la référence de l'une des formes de célébration liturgique et que soit sauvegardé et promu l'usage du latin, du chant grégorien et de la polyphonie sacrée ».
En 2015 les pays représentés au sein de la Fédération étaient au nombre de 53. La France compte trois représentants au sein du conseil d'administration. 
La Fédération internationale Una Voce est reconnue par le Saint-Siège.

### Liste des présidents
- 1966–1992: Eric de Saventhem (en)
- 1992–2004: Michael Davies
- 2004–2005: Ralf Siebenbürger
- 2005–2006: Fredrik Crichton-Stuart
- 2006–2007: Jack Oostveen
- 2007–2013: Leo Darroch
- 2013– : James Bogle